# Logan (Novo México)
Logan é uma vila localizada no estado americano de Novo México, no Condado de Quay.

## Demografia
Segundo o censo americano de 2000, a sua população era de 1094 habitantes.
Em 2006, foi estimada uma população de 978, um decréscimo de 116 (-10.6%).

## Geografia
De acordo com o United States Census Bureau tem uma área de 21,8 km², dos quais 20,6 km² cobertos por terra e 1,2 km² cobertos por água.

## Localidades na vizinhança
O diagrama seguinte representa as localidades num raio de 68 km ao redor de Logan.